# Udvarhely
Het comitaat Udvarhely [ˈudvɒrhɛj] (Hongaars Udvarhely vármegye, Duits: Komitat Oderhellen) is een historisch Hongaars comitaat, dat bestond tussen 1001 en 1918. Het lag in het oosten van Transsylvanië en vormt sinds 1918 een onderdeel van Roemenië. De hoofdstad was Székelyudvarhely, het huidige Odorheiu Secuiesc.

## Ligging
Het comitaat Udvarhely grensde aan de Hongaarse comitaten Maros-Torda, Csík, Háromszék, Nagy-Küküllő en Kis-Küküllő. Door het comitaat stroomt de rivier de Târnava Mare en het gebied was bergachtig door de uitlopers van het Harghitagebergte

## Deelgebieden
| Deelgebieden (járások)                           | Deelgebieden (járások)                           |
| Deelgebied                                       | Hoofdstad                                        |
| ------------------------------------------------ | ------------------------------------------------ |
| Homoród, tegenwoordig Homorod                    | Oklánd, tegenwoordig Ocland                      |
| Parajd                                           | Parajd, tegenwoordig Praid                       |
| Székelykeresztúr                                 | Székelykeresztúr, tegenwoordig Cristuru Secuiesc |
| Udvarhely                                        | Székelyudvarhely, tegenwoordig Odorheiu Secuiesc |
| Stadsdistricten (rendezett tanácsú város)        |                                                  |
| Székelyudvarhely, tegenwoordig Odorheiu Secuiesc |                                                  |

Alle gebieden liggen tegenwoordig in Roemenië.